# Беннер (округ, Небраска)
Шаблон:StateAbbr_ 41°32′ пн. ш. 103°43′ зх. д. / 41.54° пн. ш. 103.72° зх. д.
Округ Беннер (англ. Banner County) — округ (графство) у штаті Небраска, США. Ідентифікатор округу 31007.

## Історія
Округ утворений 1888 року.

## Демографія
За даними перепису
2000 року
загальне населення округу становило 819 осіб, усе сільське.
Серед мешканців округу чоловіків було 426, а жінок — 393. В окрузі було 311 домогосподарств, 238 родин, які мешкали в 375 будинках.
Середній розмір родини становив 3,06.
Віковий розподіл населення поданий у таблиці:
| Стать    | До 15 років | 15-21 | 22-29 | 30-39 | 40-49 | 50-65 | 65-85 | Понад 85 |
| -------- | ----------- | ----- | ----- | ----- | ----- | ----- | ----- | -------- |
| Чоловіки | 111         | 30    | 21    | 56    | 69    | 75    | 61    | 3        |
| Жінки    | 83          | 33    | 19    | 59    | 60    | 72    | 61    | 6        |

## Суміжні округи
- Скоттс-Блафф — північ
- Моррілл — схід
- Шаєнн — південний схід
- Кімболл — південь
- Ларамі, Вайомінг — захід
- Гошен, Вайомінг — північний захід